# شتراسرية
شتراسرية (بالألمانية: Strasserismus، أو Straßerismus)؛ هو شكل من أشكال التطرف، أكثر نشاطًا جماعيًا وعماليا من النازية - معادي لليهود ليس من منظور عنصري أو ثقافي أو ديني، ولكن على أساس اقتصادي - لتحقيق ولادة وطنية جديدة. تستمد اسمها من جريجور وأوتو ستراسر، وهما شقيقان مرتبطان في البداية بهذا المنصب.
طُرد أوتو سترايسر، الذي عارض استراتيجياً وجهات نظر أدولف هتلر من الحزب النازي في عام 1930 ونفي إلى تشيكوسلوفاكيا بينما قُتل جريجور ستراسر في ألمانيا في 30 يونيو 1934 خلال ليلة السكاكين الطويلة. تبقى الشتراسرية موقعًا نشطًا ضمن خيوط النازية الجديدة.

## الإخوة ستراسر

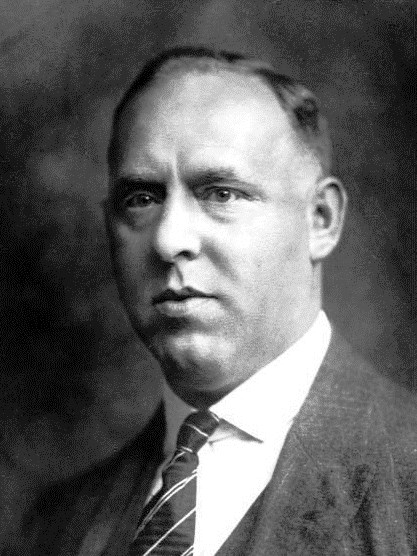
اسم الملف:Bundesarchiv Bild 119-1721, Gregor Strasser crop.jpg
الوصف:For documentary purposes the German Federal Archive often retained the original image captions, which may be erroneous, biased, obsolete or politically extreme. Gregor Strasser
الترخيص:CC BY-SA 3.0 de
التاريخ:١٩٢٨date QS:P571,+1928-00-00T00:00:00Z/9
الصانع:غير معروفUnknown
التصنيفات:Gregor Strasser
اسم الملف:Bundesarchiv Bild 119-1721, Gregor Strasser crop.jpg
الوصف:For documentary purposes the German Federal Archive often retained the original image captions, which may be erroneous, biased, obsolete or politically extreme. Gregor Strasser
الترخيص:CC BY-SA 3.0 de
التاريخ:١٩٢٨date QS:P571,+1928-00-00T00:00:00Z/9
الصانع:غير معروفUnknown
التصنيفات:Gregor Strasser
اسم الملف:Bundesarchiv Bild 119-1721, Gregor Strasser crop.jpg
الوصف:For documentary purposes the German Federal Archive often retained the original image captions, which may be erroneous, biased, obsolete or politically extreme. Gregor Strasser
الترخيص:CC BY-SA 3.0 de
التاريخ:١٩٢٨date QS:P571,+1928-00-00T00:00:00Z/9
الصانع:غير معروفUnknown
التصنيفات:Gregor Strasser
اسم الملف:Bundesarchiv Bild 119-1721, Gregor Strasser crop.jpg
الوصف:For documentary purposes the German Federal Archive often retained the original image captions, which may be erroneous, biased, obsolete or politically extreme. Gregor Strasser
الترخيص:CC BY-SA 3.0 de
التاريخ:١٩٢٨date QS:P571,+1928-00-00T00:00:00Z/9
الصانع:غير معروفUnknown
التصنيفات:Gregor Strasser

### جريجور ستراسر
بدأ غريغور ستراسر (1892-1934) حياته المهنية في السياسة العصبية القومية من خلال الانضمام إلى فرايكوربس بعد أن خدم في الحرب العالمية الأولى. وشارك ستراسر في انقلاب كاب وشكل بلده فولكيش Wehrverband الخاصة به («اتحاد الدفاع الشعبي») الذي اندمج إلى الحزب النازي في عام 1921. في البداية كان مؤيدًا مخلصًا لأدولف هتلر، شارك في انقلاب بير هول وشغل عددًا من المناصب العليا في الحزب النازي. ومع ذلك، سرعان ما أصبح ستراسير مدافعًا قويًا عن الجناح الراديكالي للحزب، بحجة أن الثورة الوطنية يجب أن تشمل أيضًا إجراءً قويًا للتصدي للفقر ويجب أن تسعى إلى دعم الطبقة العاملة. بعد صعود هتلر إلى السلطة، دعا إرنست روم، الذي ترأس حزب كتيبة العاصفة، الذي كان آنذاك أهم جناح شبه عسكري للحزب النازي، إلى ثورة ثانية تهدف إلى إزالة النخب من السلطة. وقد عارضت ذلك الحركة المحافظة وكذلك بعض النازيين الذين فضّلوا النظام الاستبدادي على البرنامج الراديكالي والتخريبي الذي اقترحه متطرفو الحزب.

### أوتو ستراسر
كان أوتو ستراسر (1897-1974) أيضًا عضوًا في فرايكوربس، لكنه انضم إلى الحزب الاشتراكي الديمقراطي ووقف ضد انقلاب كاب. انضم ستراسر إلى الحزب النازي في عام 1925، لكنه احتفظ بأفكاره حول أهمية الاشتراكية. نظرًا لكونه أكثر راديكالية من أخيه، طُرد ستراسر من قبل الحزب النازي في عام 1930 وأنشأ مجموعته المنشقة، الجبهة السوداء، التي دعت إلى قومية ألمانية من الثورة الاشتراكية. هرب ستراسر من ألمانيا في عام 1933 ليعيش أولاً في تشيكوسلوفاكيا ثم كندا قبل أن يعود إلى ألمانيا الغربية في وقت لاحق من حياته، طوال فترة كتابته بشكل مكثف عن هتلر وما اعتبره خيانة للاشتراكية الوطنية.

## أيديولوجية
أصبح اسم Strasserism مطبقًا على شكل النازية التي تطورت حول إخوان Strasser. على الرغم من أنهم شاركوا في إنشاء البرنامج الوطني الاشتراكي لعام 1920، فقد دعا كلا الحزبين إلى الالتزام بـ «كسر قيود رأس المال». هذه المعارضة للرأسمالية المالية اليهودية، والتي تباينت مع " الرأسمالية الإنتاجية "، شاركها هتلر نفسه، الذي استعارها من جوتفريد فيدر.

علم الجبهة السوداء التي يشيع استخدامها من قبل Strasserists